# Ladislav Mravec (poslanec)
Ladislav Mravec (12. ledna 1915 – ???) byl slovenský a československý politik Komunistické strany Slovenska a poúnorový poslanec Národního shromáždění ČSR.

## Biografie
Ve volbách roku 1954 byl zvolen do Národního shromáždění za KSS ve volebním obvodu Banská Bystrica-Brezno. V Národním shromáždění zasedal až do konce jeho funkčního období, tedy do voleb v roce 1960. K roku 1954 se profesně uvádí jako zedník v železárnách v obci Podbrezová.